# Konstantyn VIII
Konstantyn VIII (grec. Κωνσταντίνος Η, ur. 960 – zm. 15 listopada 1028) – cesarz bizantyjski od 15 grudnia 1025.

## Życiorys
Syn Romana II i cesarzowej Teofano. Jego starszym bratem był Bazyli II Bułgarobójca. Poślubił bizantyjską arystokratkę - Helenę i został ojcem 3 córek:
- Eudoksji - zakonnicy,
- Zoe, cesarzowej bizantyjskiej,
- Teodory, cesarzowej bizantyjskiej.

Cesarstwo Bizantyńskie w roku 1025.

Godność współcesarza Konstantyn nosił już od 961 roku i teraz rozpoczął osobiste rządy. Był już stary, słabych sił. W młodości był bardzo silny fizycznie, lecz spędzał życie na hulankach. Pozostawał w cieniu swojego wielkiego brata, pomagał mu w początkach jego trudnego panowania. W czasie panowania brata czas spędzał głównie na zabawach, grze w kości, łowach i w teatrze. Wstępując na tron rządy powierzył innym, było mu to obojętne. Miał już 65 lat i był schorowany. Wobec przeciwników był okrutny, wierzył niemal każdej pogłosce o buncie i wymierzał domniemanym winowajcom karę oślepienia. 
Po jego śmierci tron przejął jego zięć.